# Z miłości do strun
Z miłości do strun – trzeci album grupy Banda i Wanda, wydany 3 listopada 2008 na 25-lecie zespołu nakładem wydawnictwa Box Music. Nagrań dokonano w Kidawa Studio w Warszawie, Studio Hendrix w Lublinie w latach 2007–2008 oraz w Studio Chróst w Sulejówku. Album zawiera także zapis koncertu z największymi przebojami na nośniku DVD. Występ został nagrany 21 września 2008 roku w Chorzowskim Centrum Kultury.

## Lista utworów
| Z miłości do strun (CD) | Z miłości do strun (CD)  | Z miłości do strun (CD)                  | Z miłości do strun (CD)   | Z miłości do strun (CD)        | Z miłości do strun (CD) |
| #                       | Tytuł                    | Muzyka                                   | Słowa                     | Producent                      | Czas                    |
| ----------------------- | ------------------------ | ---------------------------------------- | ------------------------- | ------------------------------ | ----------------------- |
| 1.                      | „Afryka woła nas”        | M. Raduli, K. Gabłoński                  | W. Kwietniewska           | J.J. Kidawa                    | 3:21                    |
| 2.                      | „Dobry plan”             | B. Jończyk, K. Szubartowska              | P. i K. Gabłońscy         | J.J. Kidawa                    | 3:21                    |
| 3.                      | „To nie Polska”          | K. Gabłoński, K. Szubartowska            | P. Gabłoński              | J.J. Kidawa                    | 2:55                    |
| 4.                      | „Z miłości do chmur"     | P. Korzonek, J.J. Kidawa                 | J. Cygan                  | J.J. Kidawa                    | 3:28                    |
| 5.                      | „Nie zmieniajmy się”     | P. Korzonek, W. Kwietniewska             | W. Kwietniewska           | J.J. Kidawa                    | 3:27                    |
| 6.                      | „Kanonady, galopady”     | W. Kwietniewska, M. Raduli               | P. Gabłoński              | T. Bidiuk, M. Raduli, P. Bańka | 3:10                    |
| 7.                      | „Miłości żar”            | K. Gabłoński, M. Raduli                  | W. Kwietniewska           | J.J. Kidawa                    | 3:20                    |
| 8.                      | „Więcej nic”             | J.J. Kidawa                              | W. Byrski                 | J.J. Kidawa                    | 2:59                    |
| 9.                      | „Czas leczy rany”        | K. Gabłoński, M. Raduli, K. Szubartowska | G. J. Panek, P. Gabłoński | J.J. Kidawa                    | 3:41                    |
| 10.                     | „Wyżej”                  | M. Raduli, K. Gabłoński                  | W. Byrski                 | J.J. Kidawa                    | 3:23                    |
| 11.                     | „Ślepy los”              | M. Raduli, K. Gabłoński                  | W. Kwietniewska           | J.J. Kidawa                    | 3:34                    |
| 12.                     | „O trzecim takim”        | J.J. Kidawa                              | J. Skubikowski            | J.J. Kidawa                    | 3:00                    |
| 13.                     | „Nie będę Julią” (remix) | W. Trzciński                             | M. Wojtaszewska           | Kalwi & Remi                   | 3:13                    |
| 14.                     | „Hi-Fi” (remix)          | W. Trzciński                             | A. Sobczak                | Wet Fingers                    | 3:37                    |

| 1.  | „Z miłości do chmur”  | P. Korzonek, J.J. Kidawa   | J. Cygan        |
| 2.  | „Para goni parę”      | W. Kwietniewska            | J. Cygan        |
| 3.  | „Kochaj mnie, kochaj” | W. Trzciński               | M. Wojtaszewska |
| 4.  | „Siedem życzeń"       | J. Porter                  | M. Zembaty      |
| 5.  | „Mamy czas”           | Wanda i Banda              | J. Cygan        |
| 6.  | „Kaktus”              | M. Raduli, K. Gabłoński    | J. Skubikowski  |
| 7.  | „Kanonady galopady”   | W. Kwietniewska, M. Raduli | P. Gabłoński    |
| 8.  | „Nie słuchaj innych"  | W. Kwietniewska            | W. Kwietniewska |
| 9.  | „Chcę zapomnieć”      | W. Kwietniewska            | M. Wojtaszewska |
| 10. | „Hej, heja hej"       | M. Raduli                  | J. Cygan        |
| 11. | „Stylowe ramy”        | W. Kwietniewska            | J. Owicz        |
| 12. | „Fabryka marzeń”      | W. Kwietniewska            | A. Sobczak      |
| 13. | „Nie będę Julią”      | W. Trzciński               | M. Wojtaszewska |
| 14. | „Hi-Fi”               | W. Trzciński               | A. Sobczak      |

## Listy przebojów
| Rok  | Tytuł                | Pozycja na liście | Pozycja na liście | Pozycja na liście | Pozycja na liście | Pozycja na liście |
| Rok  | Tytuł                | LP3               | WAWA              | RDC               | LPRZP             | WR                |
| ---- | -------------------- | ----------------- | ----------------- | ----------------- | ----------------- | ----------------- |
| 2001 | „Kanonady, galopady" | —                 | —                 | —                 | —                 | 1                 |
| 2006 | „Hi-Fi Superstar"    | —                 | —                 | —                 | —                 | —                 |
| 2008 | „Nie będę Julią"     | —                 | —                 | —                 | —                 | —                 |
| 2008 | „Nie zmieniajmy się" | —                 | 14                | —                 | 26                | 1                 |
| 2009 | „To nie Polska"      | 46                | 10                | 1                 | 22                | 3                 |
| 2010 | „Miłości żar"        | —                 | —                 | 15                | 38                | 7                 |
| 2010 | „Afryka woła nas"    | —                 | —                 | 12                | 28                | 6                 |

## Twórcy
Opracowano na podstawie materiału źródłowego.
CD
| - Wanda Kwietniewska – wokal, wokal wspierający, gitara akustyczna, produkcja - Krzysztof „Gabłoń” Gabłoński – gitara, wokal wspierający - Jarosław Jasiu Kidawa – gitara, gitara basowa, programowanie, instrumenty klawiszowe, produkcja, realizacja, miksowanie - Bartek Jończyk – gitara - Krzysztof Bożek – gitara - Marek Raduli – gitara, produkcja - Dominik „Husky” Samborski – gitara basowa - Piotr Korzonek – gitara basowa - Piotr Płecha – gitara basowa - Damian Grodziński – perkusja | - Filip Leszczyński – perkusja - Tomek Bidiuk – instrumenty klawiszowe, produkcja - Kasia „Plagina” Szubartowska – instrumenty perkusyjne, wokal wspierający - Janusz Tytman – mandolina - Piotr Cugowski – gościnnie wokal wspierający (utwór 6) - Wojciech Cugowski – gościnnie wokal wspierający (utwór 6) - Piotr Sztajdel – gościnnie wokal wspierający (utwór 6) - Piotr Bańka – produkcja - Kalwi & Remi – produkcja - Wet Fingers – produkcja |

DVD
| - Wanda Kwietniewska – wokal, gitara akustyczna, produkcja - Krzysztof „Gabłoń” Gabłoński – gitara, wokal wspierający - Bartek Jończyk – gitara - Dominik „Husky” Samborski – gitara basowa - Damian Grodziński – perkusja - Kasia „Plagina” Szubartowska – wokal wspierający, instrumenty perkusyjne - Marek Raduli – gitara - Dariusz Maciborek – konferansjer - Bogdan Tyc – produkcja - Sławomir „Guadky” Gładyszewski – realizacja dźwięku, miksowanie - Jasio Musialik – koordynator koncertu - Beata Wielgosz – zdjęcia - Robert Grablewski – zdjęcia - Magda Kalinowska – stylizacja - Agata Kalbarczyk – makijaż - Maciej Wróblewski – stylizacja fryzur | - Przemek Nowak – konsultacja - Piotr „Dziki” Chancewicz – konsultacja - Stanisław Jakubowski – oświetlenie - Jan Jarząbek – oświetlenie - Jacek Żukowski – oświetlenie - Zbigniew Mierzwiński – realizacja obrazu, - Sebastian Łukasik – kamera - Przemek Zawistowski – kamera - Rafał Zgun – kamera - Katarzyna Kural – kamera - Paweł Chorzępa – kamera - Przemek Zawistowski – montaż - Sebastian Łukasik – montaż - Zbigniew Mierzwiński – color - Nibru Ade – grafika - Dawid Niemiec – fotosy |